# Toni Lydman
Temple de la renommée finlandais : 2016

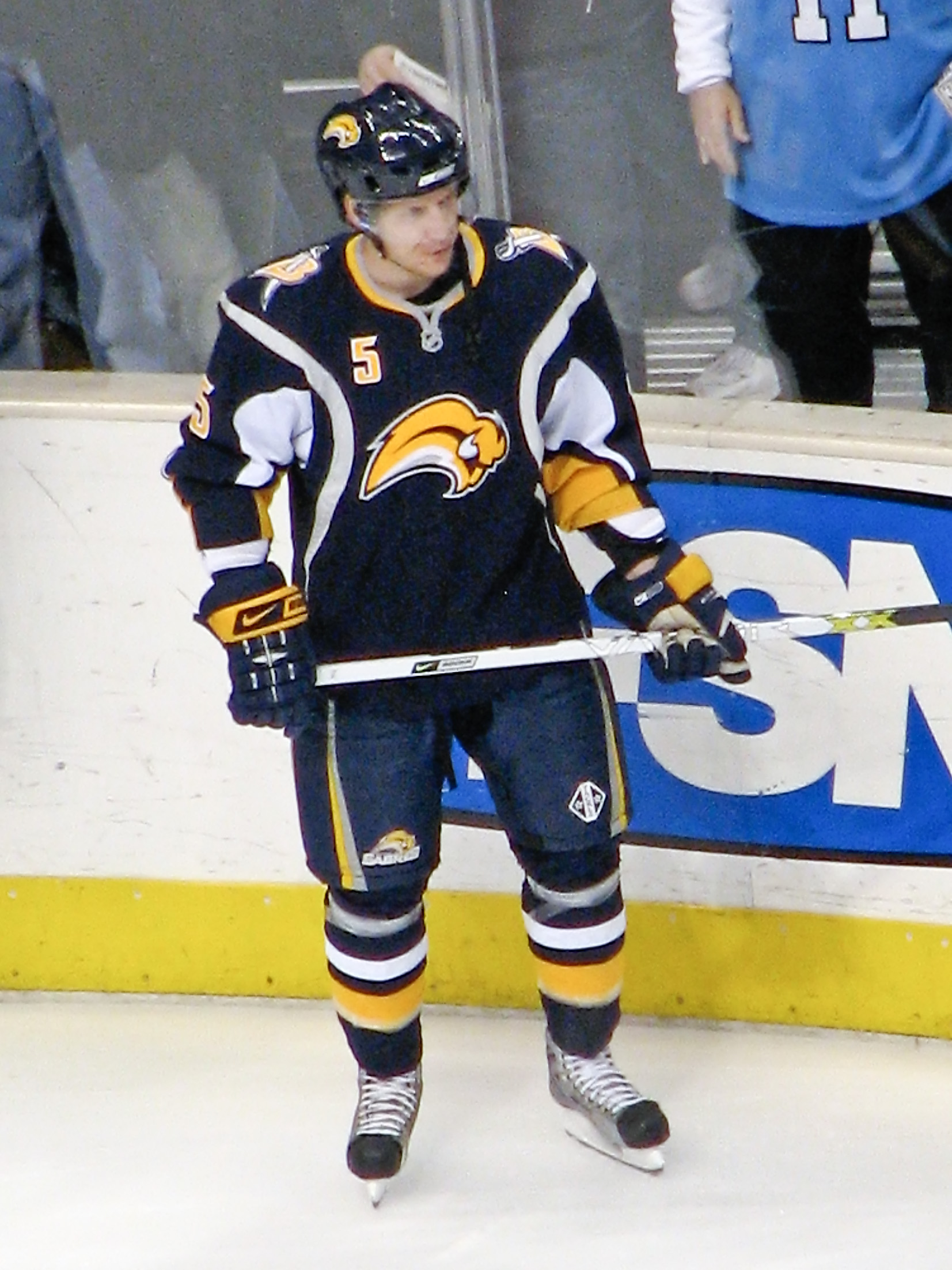

Toni Lydman (né le 25 septembre 1977 à Lahti en Finlande) est un joueur professionnel finlandais de hockey sur glace.

## Carrière
Toni Lydam a été repêché par les Flames de Calgary au 89e rang de la quatrième ronde du repêchage d'entrée de 1996 dans la Ligue nationale de hockey. Il a joué quatre saisons dans le championnat de Finlande, la SM-liiga, avec le Tappara Tampere et le HIFK avant de rejoindre les Flames en 2000-2001.
Sa meilleure saison survient en 2001-2002, en inscrivant 28 points pour 6 buts et 22 aides, terminant cinquième de son équipe pour les aides et sixième pour les points produits.
La saison suivante, Lydman mène la défense des Flames sur les points avec 26 ne manquant qu'un seul match. Calgary s'est qualifié pour la finale de la Coupe Stanley en 2004, mais Lydman manque la majorité des matchs éliminatoires à cause d'une blessure.
Au cours de la saison 2004-2005 annulée en raison d'un lock-out, Lydman à Helsinki pour jouer pour le HIFK mais ne joue que huit matchs.
Le 25 août 2005, il est échangé aux Sabres de Buffalo contre un choix de troisième ronde au repêchage de 2006, choix qui s'avère être John Armstrong. Après cinq saisons à Buffalo, il signe un contrat de trois ans et 9 millions de dollars avec les Ducks d'Anaheim.
Il annonce son retrait de la compétition le 29 août 2013. En 2016, il est intronisé au temple de la renommée du hockey finlandais avec le numéro 238.

## Statistiques de carrière

### En club
| Saison     | Équipe            | Ligue      |     | Saison régulière | Saison régulière | Saison régulière | Saison régulière | Saison régulière |   | Séries éliminatoires | Séries éliminatoires | Séries éliminatoires | Séries éliminatoires | Séries éliminatoires |
| Saison     | Équipe            | Ligue      | PJ  | B                | A                | Pts              | Pun              | PJ               | B | A                    | Pts                  | Pun                  |                      |                      |
| 1996-1997  | Tappara Tampere   | SM-Liiga   | 49  | 1                | 2                | 3                | 65               | 3                | 0 | 0                    | 0                    | 6                    |                      |                      |
| 1997-1998  | Tappara Tampere   | SM-liiga   | 48  | 4                | 10               | 14               | 48               | 4                | 0 | 2                    | 2                    | 0                    |                      |                      |
| 1998-1999  | HIFK              | SM-liiga   | 42  | 4                | 7                | 11               | 36               | 11               | 0 | 3                    | 3                    | 2                    |                      |                      |
| 1999-2000  | HIFK              | SM-liiga   | 46  | 4                | 18               | 22               | 36               | 9                | 0 | 4                    | 4                    | 6                    |                      |                      |
| 2000-2001  | Flames de Calgary | LNH        | 62  | 3                | 16               | 19               | 30               | -                | - | -                    | -                    | -                    |                      |                      |
| 2001-2002  | Flames de Calgary | LNH        | 79  | 6                | 22               | 28               | 52               | -                | - | -                    | -                    | -                    |                      |                      |
| 2002-2003  | Flames de Calgary | LNH        | 81  | 6                | 20               | 26               | 28               | -                | - | -                    | -                    | -                    |                      |                      |
| 2003-2004  | Flames de Calgary | LNH        | 67  | 4                | 16               | 20               | 30               | 6                | 0 | 1                    | 1                    | 2                    |                      |                      |
| 2004-2005  | HIFK              | SM-liiga   | 8   | 1                | 2                | 3                | 2                | 5                | 0 | 3                    | 3                    | 0                    |                      |                      |
| 2005-2006  | Sabres de Buffalo | LNH        | 75  | 1                | 16               | 17               | 82               | 18               | 1 | 4                    | 5                    | 18                   |                      |                      |
| 2006-2007  | Sabres de Buffalo | LNH        | 67  | 2                | 17               | 19               | 55               | 16               | 2 | 2                    | 4                    | 14                   |                      |                      |
| 2007-2008  | Sabres de Buffalo | LNH        | 82  | 4                | 22               | 26               | 74               | -                | - | -                    | -                    | -                    |                      |                      |
| 2008-2009  | Sabres de Buffalo | LNH        | 80  | 3                | 20               | 23               | 70               | -                | - | -                    | -                    | -                    |                      |                      |
| 2009-2010  | Sabres de Buffalo | LNH        | 67  | 4                | 16               | 20               | 30               | 6                | 0 | 1                    | 1                    | 6                    |                      |                      |
| 2010-2011  | Ducks d'Anaheim   | LNH        | 78  | 3                | 22               | 25               | 42               | 6                | 0 | 0                    | 0                    | 2                    |                      |                      |
| 2011-2012  | Ducks d'Anaheim   | LNH        | 74  | 0                | 13               | 13               | 46               | -                | - | -                    | -                    | -                    |                      |                      |
| 2012-2013  | Ducks d'Anaheim   | LNH        | 35  | 0                | 6                | 6                | 12               | 3                | 0 | 0                    | 0                    | 0                    |                      |                      |
| Totaux LNH | Totaux LNH        | Totaux LNH | 847 | 36               | 206              | 242              | 551              | 55               | 3 | 8                    | 11                   | 42                   |                      |                      |

## Trophées personnels
- Trophée Pekka-Rautakallio : meilleur défenseur de la SM-liiga en 2000.

## Palmarès
- Jeux olympiques d'hiver
  - Jeux olympiques d'hiver de 2006
    -  Médaille d'argent